# Michael Fassbender

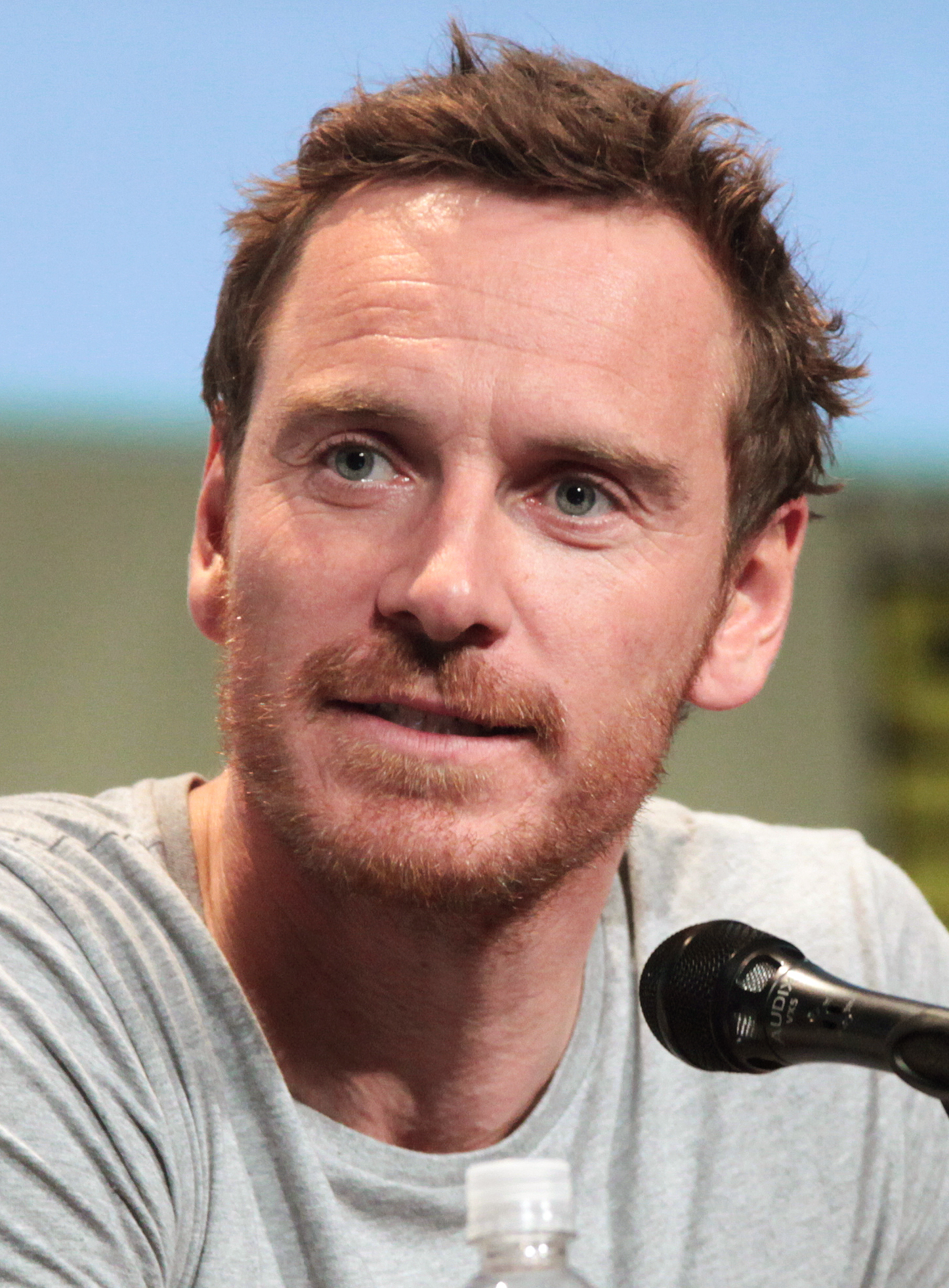
Michael Fassbender auf der ComicCon (2015)

Michael Fassbender (* 2. April 1977 in Heidelberg, Baden-Württemberg) ist ein deutsch-irischer Schauspieler, Filmproduzent und Rennfahrer. Bekannt ist er für seine Zusammenarbeiten mit Regisseur Steve McQueen in den Dramen Hunger (2008), Shame (2011) und 12 Years a Slave (2013), sowie als Magneto in den X-Men-Filmen.

## Leben und Karriere
Michael Fassbender wurde als Sohn eines deutschen Vaters und einer irischen Mutter in Heidelberg geboren und wuchs ab seinem zweiten Lebensjahr in Killarney im südwestlichen Irland auf. Seine Muttersprache ist Englisch, er spricht auch Deutsch, allerdings mit englischem Akzent. Er wird daher in deutschsprachigen Filmen von anderen synchronisiert, meistens von Norman Matt.
Seine erste größere Rolle hatte er 2001 in der Fernsehserie Band of Brothers. In den nächsten vier Jahren spielte Fassbender in verschiedenen englischen Fernsehproduktionen, darunter eine wiederkehrende Gastrolle in Murphy’s Law. 2004 und 2005 mimte er den gefallenen Engel Azazeal in der Fernsehserie Hex und im Jahr darauf übernahm er die Rolle des Stelios in der Comicverfilmung 300.

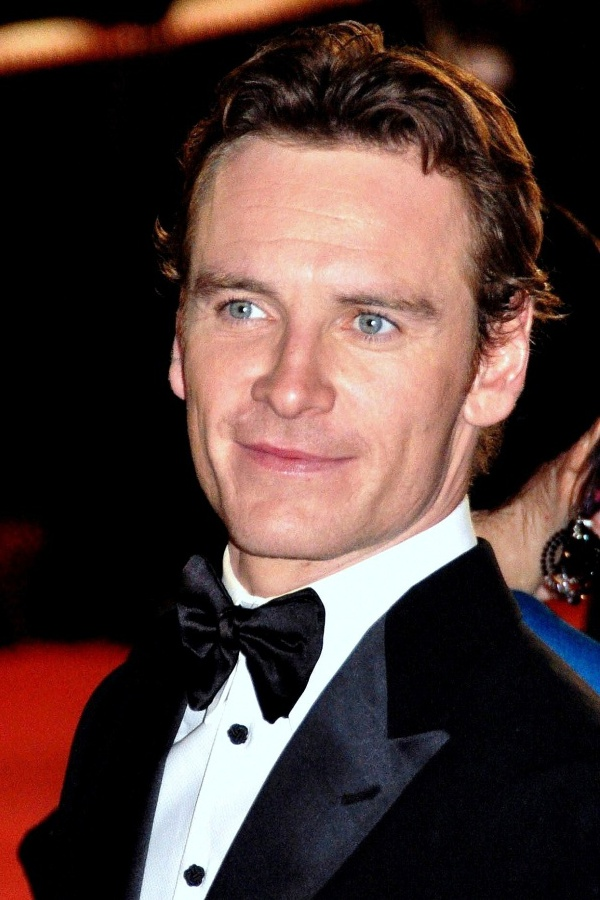
Fassbender bei den Internationalen Filmfestspielen von Cannes 2009

2008 brachte Fassbender seine erste Hauptrolle als IRA-Kämpfer Bobby Sands in Steve McQueens Drama Hunger eine Nominierung für den Europäischen Filmpreis 2008 als Bester Darsteller ein. Noch größere Bekanntheit bescherte ihm eine Rolle in Quentin Tarantinos Film Inglourious Basterds. Darauf folgten Haupt- und wichtige Nebenrollen in Filmen wie Jonah Hex, Jane Eyre und Eine dunkle Begierde.
Von 2011 bis 2019 spielte er in den Comicverfilmungen X-Men: Erste Entscheidung, X-Men: Zukunft ist Vergangenheit, X-Men: Apocalypse und X-Men: Dark Phoenix, die Rolle des Schurken Magneto, welche vor ihm Ian McKellen gespielt hatte.
Seine Darstellung des Sexsüchtigen Brandon in Shame, seiner zweiten Zusammenarbeit mit Regisseur Steve McQueen, brachte ihm 2011 zahlreiche Auszeichnungen ein, darunter den Darstellerpreis der 68. Internationalen Filmfestspiele von Venedig, den British Independent Film Award, den Los Angeles Film Critics Association Award, den London Critics’ Circle Film Award sowie Nominierungen für den Golden Globe Award, den BAFTA Award und den Europäischen Filmpreis. 2012 spielte er in Ridley Scotts Science-Fiction-Film Prometheus – Dunkle Zeichen den Androiden David.
Für seine Rolle als sadistischer Sklavenbesitzer im vielfach ausgezeichneten Historiendrama 12 Years a Slave, erneut von Steve McQueen, wurde Fassbender 2014 in der Kategorie Bester Schauspieler in einer Nebenrolle für den Oscar nominiert, der jedoch an Jared Leto ging. Danach folgte eine erneute Zusammenarbeit mit Ridley Scott für den Thriller The Counselor.
2015 übernahm Fassbender die Rolle des Macbeth in der gleichnamigen Realverfilmung von William Shakespeares Tragödie. Im selben Jahr übernahm er in der Filmbiografie des Apple-Gründers Steve Jobs die Titelrolle und wurde für seine Darstellung in der Kategorie Bester Hauptdarsteller für einen Oscar nominiert. In der Realverfilmung des Computerspiels Assassin’s Creed, die im Dezember 2016 in die Kinos kam, spielte Fassbender die Hauptrolle des Callum Lynch. 2017 erfolgte die Veröffentlichung von Tomas Alfredsons Verfilmung des Romans Schneemann von Jo Nesbø, in der Fassbender die Rolle des Harry Hole übernahm.
Nach X-Men: Dark Phoenix, 2019, kehrte Fassbender nach einer vierjährigen Pause als Schauspieler 2023 mit der Hauptrolle in David Finchers The Killer zurück.

## Privatleben
Michael Fassbender ist seit Oktober 2017 mit der schwedischen Schauspielerin Alicia Vikander verheiratet, die er Ende 2014 beim Filmdreh von The Light Between Oceans kennengelernt hat. 2021 wurden Vikander und Fassbender zum ersten Mal Eltern.

## Rennkarriere

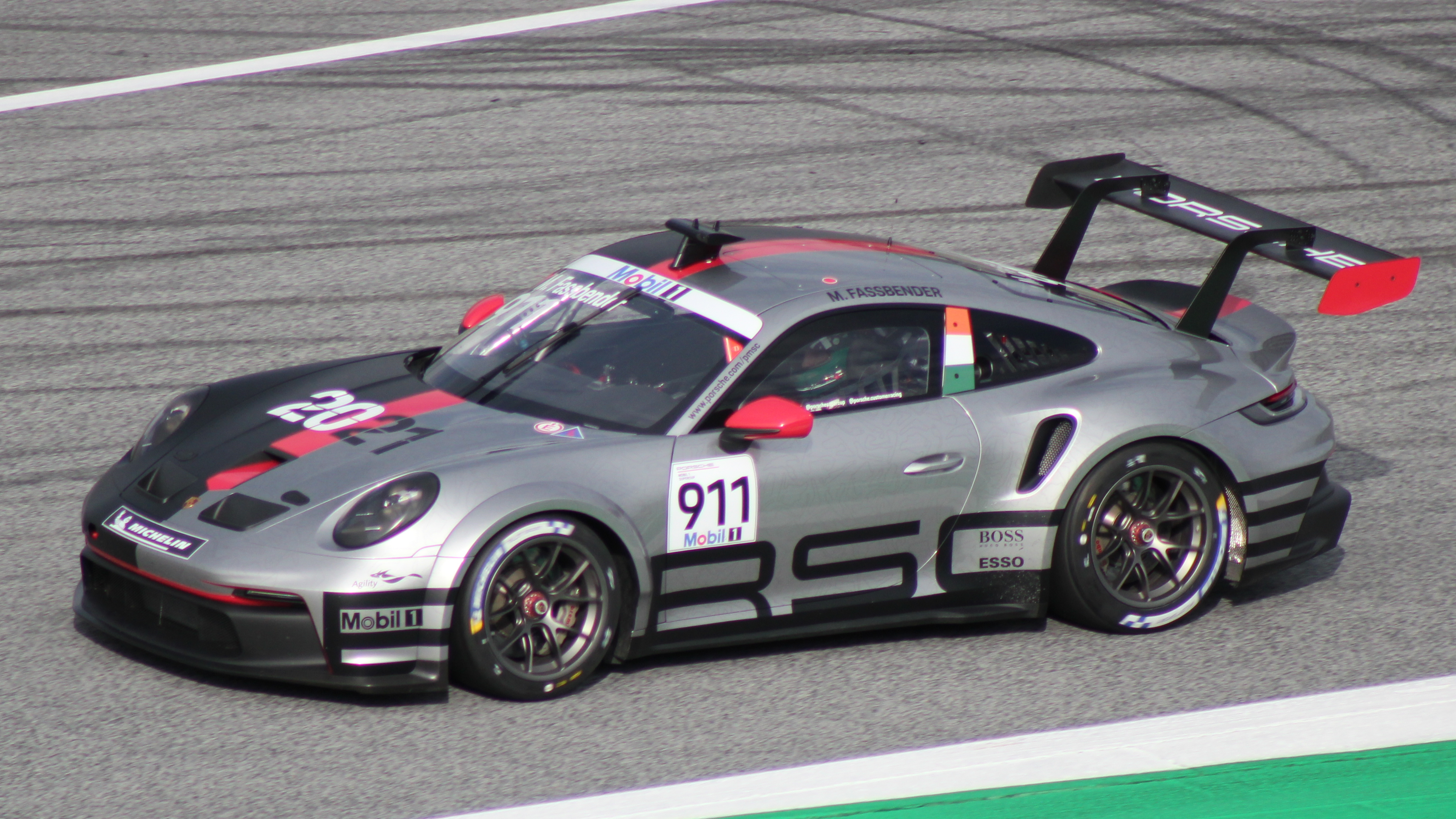
Fassbender in einem Porsche 911 GT3 in Spielberg beim Porsche Supercup 2021

Seit 2018 arbeitete Fassbender mit Unterstützung von Porsche daran, einen Kindheitstraum zu verwirklichen: die Teilnahme am 24-Stunden-Rennen von Le Mans. Hierzu durchlief er verschiedene Vorbereitungsstufen und trat im Zuge dessen 2019 im Porsche Sports Cup sowie 2020 in der European Le Mans Series für das Rennteam Proton Competition an. Im Juli 2021 trat er im Porsche Supercup in Spielberg an und belegte dort den 24. Platz.
2022 war es schließlich soweit: Fassbender startete beim 24-Stunden-Rennen von Le Mans zusammen mit seinen Teamkollegen, dem Australier Matt Campbell und dem Kanadier Zacharie Robichon und wieder für Proton Competition. Nach einigen Zwischenfällen (u. a. einem Unfall) erreichte das Team mit der Startnummer 93 nach 24 Stunden den 16. Platz (Gesamtrang: 51) in der Klasse LM GTE Am(ateure).

## Filmografie (Auswahl)
- 2001: Band of Brothers – Wir waren wie Brüder (Band Of Brothers, Miniserie, 7 Folgen)
- 2003: Carla
- 2004: Maria Stuart – Blut, Terror und Verrat (Gunpowder, Treason & Plot)
- 2004: Sherlock Holmes – Der Seidenstrumpfmörder (Sherlock Holmes and the Case of the Silk Stocking)
- 2004–2005: Hex (Fernsehserie, 12 Folgen)
- 2005: Der Wachsblumenstrauß (After the Funeral)
- 2005: Murphys Gesetz (Murphys Law, Fernsehserie, vier Folgen)
- 2006: 300
- 2007: Angel – Ein Leben wie im Traum (Angel)
- 2008: Eden Lake
- 2008: Hunger
- 2008: Die Mätresse des Teufels (The Devils Whore, Miniserie)
- 2009: Inglourious Basterds
- 2009: Fish Tank
- 2010: Blood Creek
- 2010: Centurion
- 2010: Jonah Hex
- 2011: X-Men: Erste Entscheidung (X-Men: First Class)
- 2011: Jane Eyre
- 2011: Eine dunkle Begierde (A Dangerous Method)
- 2011: Shame
- 2011: Haywire
- 2012: Prometheus – Dunkle Zeichen (Prometheus)
- 2013: 12 Years a Slave
- 2013: The Counselor
- 2014: X-Men: Zukunft ist Vergangenheit (X-Men: Days of Future Past)
- 2014: Frank
- 2015: Slow West (auch Executive Producer)
- 2015: Macbeth
- 2015: Steve Jobs
- 2016: X-Men: Apocalypse
- 2016: The Light Between Oceans
- 2016: Das Gesetz der Familie (Trespass Against Us)
- 2016: Assassin’s Creed (auch Filmproduzent)
- 2017: Song to Song
- 2017: Alien: Covenant
- 2017: Schneemann (The Snowman)
- 2019: X-Men: Dark Phoenix (Dark Phoenix)
- 2023: Der Killer (The Killer)
- 2023: Next Goal Wins
- 2024: Kneecap
- 2024–2025: The Agency (Fernsehserie, 10 Folgen)
- 2025: Black Bag – Doppeltes Spiel (Black Bag)

## Auszeichnungen
- 2008: Darstellerpreis des Montréal Festival of New Cinema für Hunger
- 2008: Silver Hugo des Chicago International Film Festival für Hunger (Bester Darsteller)
- 2008: Darstellerpreis des Stockholm International Film Festival für Hunger
- 2008: British Independent Film Award für Hunger (Bester Hauptdarsteller)
- 2008: Nominierung für den Europäischen Filmpreis für Hunger (Bester Darsteller)
- 2009: London Critics’ Circle Film Award für Hunger (Bester britischer Darsteller)
- 2009: Irish Film and Television Award für Hunger (Bester Hauptdarsteller – Film, Bester Nachwuchsdarsteller)
- 2009: Goldtafel des Chicago International Film Festival für Fish Tank (Bester Nebendarsteller)
- 2010: Central Ohio Film Critics Association Award als Ensemblemitglied des Films Inglourious Basterds
- 2010: Screen Actors Guild Award als Ensemblemitglied des Films Inglourious Basterds
- 2010: London Critics’ Circle Film Award für Fish Tank (Bester Nebendarsteller)
- 2011: Darstellerpreis der Internationalen Filmfestspiele von Venedig für Shame
- 2011: British Independent Film Award für Shame (Bester Hauptdarsteller)
- 2011: Spotlight Award des National Board of Review für Eine dunkle Begierde, Jane Eyre, Shame und X-Men: Erste Entscheidung
- 2011: Los Angeles Film Critics Association Award für Eine dunkle Begierde, Jane Eyre, Shame und X-Men: Erste Entscheidung (Bester Hauptdarsteller)
- 2011: Florida Film Critics Circle Award für Shame (Bester Hauptdarsteller)
- 2012: Online Film Critics Society Award für Shame (Bester Hauptdarsteller)
- 2012: Vancouver Film Critics Circle Award für Shame (Bester Hauptdarsteller)
- 2012: Golden-Globe-Nominierung für Shame (Bester Hauptdarsteller – Drama)
- 2012: Nominierung für den British Academy Film Award für Shame (Bester Hauptdarsteller)
- 2012: Evening Standard British Film Award für Jane Eyre und Shame (Bester Darsteller)
- 2012: London Critics’ Circle Film Award für Eine dunkle Begierde und Shame (Bester britischer Darsteller)
- 2012: Empire Award (Empire Hero Award)
- 2012: Irish Film and Television Award für Shame (Bester Hauptdarsteller – Film)
- 2012: Premio Sant Jordi für Eine dunkle Begierde, Jane Eyre und X-Men: Erste Entscheidung (Bester ausländischer Darsteller)
- 2012: Nominierung für den Europäischen Filmpreis für Shame (Bester Darsteller)
- 2013: Nominierung London Critics’ Circle Film Award für The Counselor (Bester Britischer Darsteller)
- 2014: Nominierung British Academy Film Award für 12 Years a Slave (Bester Nebendarsteller)
- 2014: Nominierung Golden Globe Award für 12 Years a Slave (Bester Nebendarsteller)
- 2014: Nominierung Screen Actors Guild Award für 12 Years a Slave (Bester Nebendarsteller)
- 2014: Nominierung Oscar/Academy Award für 12 Years a Slave (Bester Nebendarsteller)
- 2014: Nominierung Independent Spirit Award für 12 Years a Slave (Bester Nebendarsteller)
- 2014: Nominierung London Critics’ Circle Film Award für 12 Years a Slave (Bester Britischer Darsteller)
- 2014: Nominierung London Critics’ Circle Film Award für 12 Years a Slave (Bester Nebendarsteller)
- 2014: Capri Film Festival für 12 Years a Slave (Bester Nebendarsteller)
- 2014: Kansas City Film Critics Circle Award für 12 Years a Slave (Bester Nebendarsteller)
- 2014: Online Film Critics Society Awards für 12 Years a Slave (Bester Nebendarsteller)
- 2014: AACTA International Award für 12 Years a Slave (Bester Nebendarsteller)
- 2014: Jameson Empire Award für 12 Years a Slave (Bester Nebendarsteller)
- 2014: Nominierung Central Ohio Film Critics Association für 12 Years a Slave (Bester Nebendarsteller)
- 2014: Nominierung Chicago Film Critics Association Award für 12 Years a Slave (Bester Nebendarsteller)
- 2014: Nominierung Phoenix Film Critics Society Award für 12 Years a Slave (Bester Nebendarsteller)
- 2014: Nominierung San Diego Film Critics Society Award für 12 Years a Slave(Bester Nebendarsteller)
- 2014: Nominierung San Francisco Film Critics Circle für 12 Years a Slave (Bester Nebendarsteller)
- 2014: Nominierung Satellite Award für 12 Years a Slave (Bester Nebendarsteller)
- 2014: Nominierung Vancouver Film Critics Circle für 12 Years a Slave (Bester Nebendarsteller)
- 2014: Nominierung Washington DC Area Film Critics Association Award für 12 Years a Slave (Bester Nebendarsteller)
- 2014: Nominierung Broadcast Film Critics Association Award für 12 Years a Slave (Bester Nebendarsteller)
- 2014: Nominierung British Independent Film Award für Frank (Bester Nebendarsteller)
- 2014: Nominierung Teen Choice Award für X-Men: Days of Future Past  (Bester Filmbösewicht)
- 2016: Nominierung Golden Globe Award für Steve Jobs (Bester Hauptdarsteller – Drama)
- 2016: Nominierung Oscar für Steve Jobs (Bester Hauptdarsteller)

## Sportergebnisse
Le-Mans-Ergebnisse
| Jahr | Team               | Fahrzeug           | Teamkollege   | Teamkollege       | Platzierung | Ausfallgrund |
| ---- | ------------------ | ------------------ | ------------- | ----------------- | ----------- | ------------ |
| 2022 | Proton Competition | Porsche 911 RSR-19 | Matt Campbell | Zacharie Robichon | Rang 51     |              |
| 2023 | Proton Competition | Porsche 911 RSR-19 | Martin Rump   | Richard Lietz     | Ausfall     | Unfall       |

Einzelergebnisse in der FIA-Langstrecken-Weltmeisterschaft
| Saison | Team               | Rennwagen       | 1   | 2   | 3   | 4   | 5   | 6   | 7   |
| ------ | ------------------ | --------------- | --- | --- | --- | --- | --- | --- | --- |
| 2022   | Proton Competition | Porsche 911 RSR | SEB | SPA | LEM | MON | FUJ | BAH |     |
| 2022   | Proton Competition | Porsche 911 RSR | 51  |     |     |     |     |     |     |
| 2023   | Proton Competition | Porsche 911 RSR | SEB | POR | SPA | LEM | MON | FUJ | BAH |
| 2023   | Proton Competition | Porsche 911 RSR | DNF |     |     |     |     |     |     |